# Helligkors Sogn
Helligkors Sogn var et sogn i Københavns Stift. Sognet blev udskilt fra Sankt Johannes Sogn i 1890. Sognet lå i Københavns Kommune. 
Helligkors Sogn blev 28. november 1999 sammenlagt med Blågårds Sogn og Brorsons Sogn til Blågårdens Sogn.
55°41′15.6″N 12°33′5″Ø / 55.687667°N 12.55139°Ø